# Biatlon

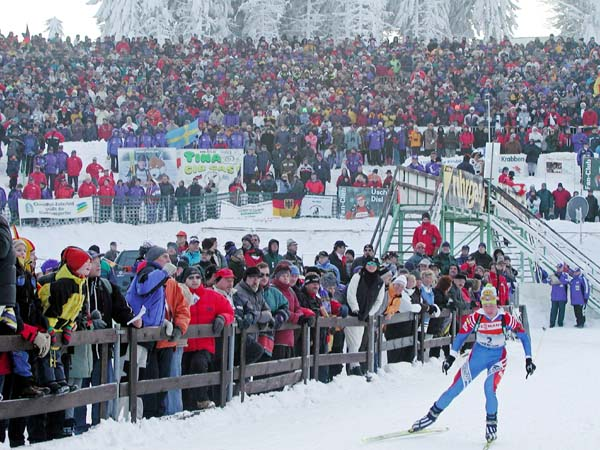
Závodnice v cílové rovince – Biathlonstadion Oberhof Světový pohár 2002

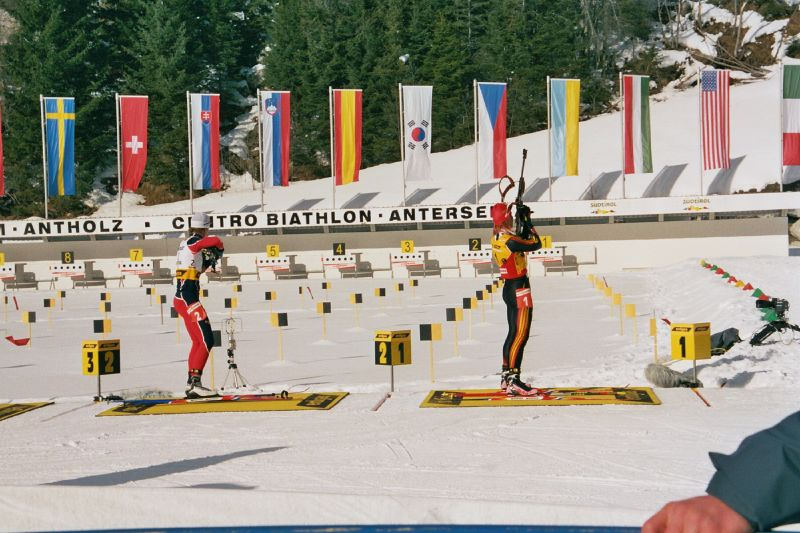
Střelba ve stoje

Biatlon je tradiční zimní sport kombinující běh na lyžích a střelbu z malorážné pušky.
Biatlon se běžně provozuje v asi třech desítkách zemí zejména v Evropě, z nichž stabilně bývají nejsilnější reprezentace Norska, Francie, Německa a Ruska. Velké popularitě se biatlon těší také v Česku, Švédsku, Rakousku, Itálii, Švýcarsku, Bělorusku nebo na Ukrajině.
Z aktivních biatlonistů získali nejvíce úspěchů Johannes Thingnes Bø, v ženách pak Dorothea Wiererová. Mezi nejúspěšnější mužské reprezentanty v historii tohoto sportu patří Ole Einar Bjørndalen, Emil Hegle Svendsen, Raphaël Poirée Sven Fischer a Martin Fourcade. Mezi ženami se prosadily nejvíce Magdalena Forsbergová, Magdalena Neunerová, Darja Domračevová, Tora Bergerová a Kaisa Mäkäräinenová.
Existuje také letní biatlon, kde běh na lyžích nahrazuje jízda na kolečkových lyžích, méně častěji kros nebo jízda na kole. Třetím, poněkud méně známým odvětvím, je tzv. skiarc, neboli lukostřelecký biatlon, kde je střelba z malorážné zbraně zaměněna za střelbu z luku.

## Historie biatlonu
Počátky biatlonu sahají do středověku, kdy se však jednalo spíše o přežití, než o sportovní vyžití, jako je tomu nyní. Již před 5000 lety se v horských oblastech řeckých, římských a čínských provincií lovilo za pomocí lyží a zbraně.
Později se biatlon využíval především na vojenské účely. Důkazem toho budiž první závod uskutečněný v Norsku roku 1767 mezi tamějšími strážci hranice se Švédskem. Tradice tohoto závodu se udržela až do roku 1818. První závod „běhu vojenských hlídek“ (neboli biatlonu) mimo Norsko byl uskutečněn roku 1902 v Německu.
Běh vojenských hlídek byl poté v letech 1924, 1928, 1936, 1948 zařazen na olympijské hry jako ukázková disciplína.
Roku 1955 byla sepsána pravidla, v nichž se také poprvé objevuje pojem biatlon, který si v roce 1956 vzala pod svá křídla Mezinárodní unie moderního pětiboje (UIPM) a stala se tak UIPMB – Mezinárodní unie moderního pětiboje a biatlonu.
Nic tak již nebránilo uspořádání prvního mistrovství světa v roce 1958 v Saalfeldenu (Rakousko), kterého se zúčastnilo 25 sportovců ze 7 zemí. Vzdálenost 20 km na lyžích byl doplněna střelbou z „velkorážky“ na papírové terče ze čtyř různých vzdáleností – 250 m, 200 m a 150 m v leže a 100 m ve stoje. Za každou netrefenou ránu se připočítávala 1 a 2 minuty. Závodník, který by nedokázal zasáhnout ani jeden terč, tak mohl dostat penalizaci 40 minut. Vůbec prvním oficiálním biatlonovým mistrem světa se stal švédský reprezentant Adolf Wiklund.
I přes malou účast na MS se biatlon stával stále více oblíbeným, což podkládá zařazení do olympijského programu her v Squaw Valley (USA), kde se opět jelo 20 km. Od této chvíle se biatlon stále rozvíjel a z programu olympijských her již nevypadl.
Biatlon se stále více stával atraktivnější pro oko diváka, čemuž přispívalo neustálé zmenšování terčů a přidávání atraktivnějších závodů (hromadný závod, stíhací závod.) do programu olympijských her a mistrovství světa.
A když v roce 1992 byl na program olympijských her zařazen i závod žen (první mezinárodní závod žen byl uspořádán v roce 1981 v Jáchymově) a bruslařský styl v běhu na lyžích přinesl do závodů rychlost, nic nebránilo tomu, aby především televizní přenosy zpopularizovaly tento sport až do současné doby.
Biatlon není součástí klasického lyžování (přestože z klasického lyžování vychází) a proto také není součástí mistrovství světa v klasickém lyžování. Má vlastní mistrovství světa v biatlonu, které probíhá nezávisle na mistrovství světa v klasickém lyžování.
IBU zakázala vosk s fluorem z důvodu EU regulace REACH. To vedlo k nadvládě norských závodníků.

## Struktura soutěží
Závody v biatlonu na vrcholné mezinárodní úrovni organizuje Mezinárodní biatlonová unie (International Biathlon Union – IBU). 
Pro kategorii dospělých pořádá IBU následující soutěže:
- Světový pohár v biatlonu – každoročně pořádaný seriál 9–10 akcí (podniků) probíhající obvykle od konce listopadu do března.[4] Během každého podniku se konají obvykle tři ženské a tři mužské individuální nebo štafetové závody, z nichž jeden je někdy nahrazen smíšenými štafetami a smíšeným závodem dvojic. Počet startujících z každé země je dán podle výsledků z předcházejícího ročníku této soutěže; nejvýše může startovat šest mužů a šest žen. Vítěz celkového hodnocení každého ročníku získá kromě finanční prémie velký křišťálový glóbus, vítězové jednotlivých disciplín malý křišťálová glóbus.

- IBU Cup – okruh závodů, který představuje druhou nejvyšší soutěž po světovém poháru. Soutěž probíhá ve stejném období jako světový pohár, ale na jiných sportovištích.[3] Zahrnuje obvykle osm podniků za sezónu, během nichž se konají většinou tři závody pro muže a tři pro ženy.[5] Střídají se zde sprinty, vytrvalostní a stíhací závody a smíšené štafety se smíšeným závodem dvojic. Do programu IBU Cupu se zařazují také disciplíny, které se ve světovém poháru obvykle nejezdí: zkrácená varianta vytrvalostního závodu a supersprint.

- Mistrovství světa v biatlonu – nejvyšší soutěž, která je pořádána každoročně kromě let, kdy se konají zimní olympijské hry. Probíhají během nich soutěže ve všech disciplínách běžně pořádaných během světového poháru. Od roku 2019 jsou to konkrétně: pro ženy a muže vytrvalostní závod, sprint, stíhací závod, závod s hromadným startem a štafety, dohromady pak smíšené štafety a smíšený závod dvojic. Výsledky z mistrovství světa se od roku 2023 nezapočítávají do hodnocení světového poháru (s výjimkou Poháru národů).

- Biatlonové soutěže na zimních olympijských hrách – soutěže organizuje také Mezinárodní biatlonová unie. Výsledky z olympijských her se nezapočítávají do hodnocení světového poháru z důvodu menšího počtu účastníků, kteří v nich mohou startovat.

- Mistrovství Evropy v biatlonu – otevřené mistrovství Evropy na úrovni IBU Cupu, kterého se zúčastňují i závodníci z jiných kontinentů: Asie, Severní a také Jižní Ameriky. Pořádá se každoročně. Závodí se ve stejných disciplínách jako v IBU Cupu,[5] do jehož hodnocení se výsledky mistrovství Evropy také započítávají.

- Mistrovství světa v letním biatlonu – soutěže v letním biatlonu, při nichž se místo lyží používají kolečkové lyže. Pořádá se obvykle v srpnu a souběžně při něm probíhají soutěže pro dospělé a pro juniory. Obsahují závody ve sprintu a stíhací závody, ke kterým od roku 2018 přibyly i závody v supersprintu.[6]

### Juniorské soutěže
Kromě závodů pro dospělé organizuje IBU také soutěže pro juniory a dorostence: světový pohár juniorů (IBU Junior Cup), mistrovství světa juniorů v biatlonu a otevřené mistrovství Evropy juniorů v biatlonu.

## Disciplíny

### Vytrvalostní závod
- Někdy je také tradičně nazýván individuální závod nebo už jen řídce závod jednotlivců (pojmenování pochází z dob, kdy se jezdil pouze tento závod a štafety).
- Jde o závod s největší tradicí, na mistrovství světa se koná od 1958 a na olympijských hrách od roku 1960 (respektive pro ženy na MS 1984 a OH 1992 ).
- Muži jedou 20 km, ženy 15 km, přičemž startují v třicetisekundových intervalech.
- Jede se 5 okruhů, přičemž se střílí v pořadí L, S, L, S (L – v leže, S – ve stoje).
- Za netrefenou ránu je přirážka 1 min, která se přičte k výslednému běžeckému času.
- V nižších soutěžích a juniorských kategoriích probíhá testování tzv. zkrácené varianty, kdy závodníci absolvují vytrvalostní závod dlouhý jen 15 km u mužů a 12,5 km u žen (tedy stejná délka jako u závodu s hromadným startem), za každou chybu na střelnici se potom přičítá místo minuty pouze 45 vteřin.
- Tato zkrácená varianta už si odbyla i svou premiéru ve světovém poháru, když byl tento závod zařazen do programu v kanadském Canmore kvůli nepříznivým podmínkám pro uskutečnění klasického vytrvalostního závodu.

### Sprint
- Na mistrovství světa od 1974, na olympijských hrách od 1980 pro muže a od 1984 na mistrovství světa a 1992 na olympijských hrách pro ženy.
- Muži jedou 10 km, ženy 7,5 km, přičemž opět startují v třicetisekundových intervalech.
- Jedou se 3 okruhy, přičemž se střílí pouze jednou v leže a jednou ve stoje.
- Za každou netrefenou ránu je nutné proběhnout navíc jedno trestné kolo o délce 150 metrů.

### Stíhací závod
- Na mistrovství světa od 1997, olympijské hry od 2002 pro muže i ženy.
- Muži jedou 12,5 km, ženy 10 km, přičemž startují tzv. Gundersenovou metodou – startují v pořadí daném výsledkovou listinou předchozího závodu s takovou časovou ztrátou na prvního, s jakou dojeli v předchozím závodě.
- Pokud byl předchozím závodem místo sprintu vytrvalostní závod, pak je časový odstup poloviční.
- V pěti okruzích se střílí stejně jako při závodě s hromadným startem v pořadí L, L, S, S.
- Za každou netrefenou ránu je nutné proběhnout navíc jedno trestné kolo o délce 150 metrů.

### Závod s hromadným startem
- Od roku 1999 na mistrovství světa a od 2006 na olympijských hrách pro muže i ženy.
- Muži jedou 15 km, ženy 12,5 km, přičemž startují hromadně.
- V pěti okruzích se střílí stejně jako při stíhacím závodě v pořadí L, L, S, S.
- Za každou netrefenou ránu je nutné proběhnou navíc jedno trestné kolo v délce 150 metrů.
- V závodě startuje 25 nejlepších závodníků světového poháru a dalších 5, kteří byli nejúspěšnější v předchozích závodech konkrétního podniku světového poháru.
- V případě mistrovství světa startuje 15 nejlepších závodníků světového poháru a všichni medailisté z tohoto mistrovství světa; tyto biatlonisty pak do počtu 30 doplní nejlepší závodníci tohoto mistrovství.
- Maximální počet 30 závodníků je dán především omezeným počtem střeleckých stavů. Od roku 2018 se uvažuje – a na závodech nižší úrovně testuje – varianta hromadného startu pro 60 závodníků. Při té po prvním kole závodníci s číslem 1-30 střílí vleže, 31-60 jedou do druhého kola. Ve druhém kole střílí 31-60, naopak 1-30 jedou dál. Třetí až pátou střelbu už absolvují všichni společně.

### Štafeta
- Od roku 1958 na mistrovství světa, od 1968 na olympijských hrách pro muže a od 1984 na mistrovství světa a 1992 na olympijských hrách pro ženy.
- Každou zemi reprezentuje jedna čtyřčlenná štafeta, v případě dorosteneckých kategorií bývají tyto štafety obvykle tříčlenné.
- Každý běží úsek o celkové délce 7,5 km (muži), respektive 6 km (ženy).
- V rámci úseku absolvuje závodník tři okruhy, při nichž se střílí jednou v leže a jednou ve stoje stejně jako při sprintu.
- Pokud závodník nezasáhne všech pět terčů, má k disposici tři náhradní náboje, které musí po jednom dobít. Až pokud netrefí ani po dobití, jede navíc tolik trestných kol o délce 150 metrů, kolik netrefil terčů.

#### Smíšená štafeta
Od roku 2005 (od 2014 na olympijských hrách) se jezdí i smíšená štafeta, kde běží 2 ženy a 2 muži.
- Do roku 2019 startovaly nejdříve ženy a po nich jeli muži. Ženy jezdily trať o celkové délce 6 km (tedy každá 3 okruhy po   2 km) a muži 7,5 km (3 okruhy po 2,5 km).
- Od roku 2020 se střídají závody, kdy startují ženy, se závody, kdy první jedou muži. Délka úseku každého závodníka je pak dána prvními startujícími: pokud jedou první ženy, jsou všechny úseky dlouhé 6 km, pokud nastupují první muži, jezdí se úseky 7,5 km.

### Závod smíšených dvojic
Od roku 2019 se jezdí na mistrovství světa. O zařazení této disciplíny na ZOH 2022 v Pekingu se jednalo, ale nebyla vybrána.
- Štafeta složená z jedné ženy a jednoho muže, která má čtyři úseky, na kterých se závodníci střídají.
- Start je hromadný, začínají ženy. Ty běží na prvním a třetím úseku štafety dva okruhy o délce 1,5 km, celkem tedy 6 km.
- Muži běží druhý úsek v délce dva okruhy a čtvrtý úsek štafety v délce tři okruhy, celkem tedy 7,5 km.
- V každém okruhu s výjimkou posledního (ten běží muži) probíhá jedna střelba, vždy v prvním kole úseku se začíná střelbou vleže a v druhém kole úseku se střílí ve stoje.
- Při střelbě lze dobíjet až tři náboje na každé položce, za nesestřelený terč je nutné absolvovat trestné kolo s poloviční délkou oproti klasické štafetě, tedy 75 metrů.
- Tato disciplína byla velkými reprezentacemi přijata spíše vlažně, ocenily ji zejména slabší reprezentace, které dosud nebyly schopny poskládat konkurenceschopnou čtyřčlennou štafetu. Nyní se spekuluje o úpravách pravidel této disciplíny, například místo dobíjení až třech ran by se v budoucnu oproti jiným štafetovým disciplínám mohla rovnou jezdit trestná kola.

### Supersprint
- Disciplína zatím nebyla zařazena do světového poháru ani na mistrovství světa, její testování probíhá v soutěžích nižší úrovně a v juniorských kategoriích. Původně byla vnímána především jako exhibiční disciplína.
- Skládá se ze dvou částí, z kvalifikace a finále. Do kvalifikace se startuje intervalově. Muži i ženy v ní najedou 2,4 kilometru a odstřílí vleže a vestoje. Nejlepší třicítka postupuje do finále, které se startuje hromadně. Jedou se 4 kilometry a střílí se čtyřikrát v pořadí L, L, S, S stejně jako v závodu s hromadným startem.
- V kvalifikaci i ve finále mají závodníci k dispozici při každé střelbě tři náhradní náboje, ale oproti štafetě tu nejsou trestná kola. Nesestřelený terč znamená diskvalifikaci.

## Materiálové vybavení

### Biatlonová puška - malorážka
- Ráže hlavně je 5,6 mm (.22") long rifle
- Odpor spouště musí být minimálně 0,5 kg
- Puška musí mít, bez zásobníků a střeliva, minimální hmotnost 3,5 kg

### Terčové zařízení
- Vzdálenost mezi přední hranou střelecké rampy a lícem terčů je 50 m (± 1 m).
- Průměry černých kruhů pro míření a zásahy:
  - poloha vstoje
    - záměrný kruh 115 mm
    - kruh pro zásah 115 mm (na papírovém terči 110 mm)

  - poloha vleže
    - záměrný kruh 115 mm
    - kruh pro zásah 45 mm (na papírovém terči 40 mm)